# Kim (famiglia)

La famiglia Kim.

La famiglia Kim, ufficialmente la Stirpe del Monte Paektu (백두혈통?), che prende il nome dal monte Paektu, nel discorso ideologico del Partito del Lavoro di Corea, e spesso definita dinastia Kim dopo la fine della Guerra Fredda, è una dinastia di tre generazioni dei capi di stato della Corea del Nord, discendente dal fondatore e primo Segretario del Partito del paese, Kim Il Sung. Questo giunse al Governo del Nord nel 1948, dopo la fine del dominio giapponese che divise la regione nel 1945. Dopo la sua morte nel 1994, il ruolo di guida suprema di Kim Il Sung passò a suo figlio, Kim Jong Il, e poi, nel 2011, a suo nipote, Kim Jong Un. I tre sono stati Segretari del Partito e capi supremi della Corea del Nord sin dalla fondazione dello stato nel 1948.
Il governo nordcoreano nega l'esistenza del culto della personalità verso la famiglia Kim, descrivendo la devozione del popolo alla famiglia come una manifestazione personale di sostegno alla leadership della nazione. La famiglia Kim è stata descritta come de facto una monarchia assoluta o una dittatura ereditaria.

## Discendenza
Kim Il Sung nacque a Mangyongdae-guyok da genitori metodisti. Suo padre Kim Hyong-Jik aveva 15 anni quando sposò Kang Pan Sok, di due anni più grande. Kim Hyong-Jik aveva frequentato una scuola fondata da missionari protestanti, che influenzò la sua famiglia. Divenne padre all'età di 17 anni e lasciò la scuola per lavorare come insegnante in una scuola vicina che aveva frequentato in passato. In seguito praticò la medicina tradizionale cinese in qualità di medico. Protestò contro il dominio giapponese e fu arrestato diverse volte per il suo attivismo. Fu uno dei membri fondatori dell'Associazione Nazionale Coreana nel 1917, partecipò al Movimento del 1º marzo del 1919 e fuggì dalla Corea in Manciuria con la moglie e il giovane Kim Il Sung nel 1920. A Pyongyang esiste un istituto magistrale che porta il suo nome.
I genitori di Kim Hyong-Jik, Kim Pohyŏn e Yi Poik, furono descritti come "patrioti" dal comitato editoriale della breve biografia di Kim Il Sung.

### Albero genealogico
|                                                            |                                                            |                       |                       |
|                                                            | Kim Song-ryeong 1810-1899                                  |                       |                       |
|                                                            |                                                            |                       |                       |
|                                                            |                                                            |                       |                       |
|                                                            | Kim Ung-u 1848-1878                                        |                       |                       |
|                                                            |                                                            |                       |                       |
|                                                            |                                                            |                       |                       |
|                                                            | Kim Bo-hyon 1871-1975                                      |                       |                       |
|                                                            |                                                            |                       |                       |
|                                                            |                                                            |                       |                       |
|                                                            | Kim Hyong-Jik 1894-1926 1 sp. Kang Pan Sok                 |                       |                       |
|                                                            |                                                            |                       |                       |
|                                                            |                                                            |                       |                       |
| Kim Il Sung 1912-1994 1 sp. Kim Jong-suk 2 sp. Kim Song-ae | Kim Il Sung 1912-1994 1 sp. Kim Jong-suk 2 sp. Kim Song-ae | Kim Yong-ju 1920-2021 | Kim Yong-ju 1920-2021 |

Con Kim Il Sung nasce il Partito del Lavoro di Corea e l'instaurazione de facto della dittatura ereditaria:
|  |  |  |  |             |             |             |             |             |             | Kim Jong-suk | Kim Jong-suk | Kim Jong-suk | Kim Jong-suk | Kim Jong-suk | Kim Jong-suk |             |             |             |             |             |             | Kim Il Sung | Kim Il Sung | Kim Il Sung | Kim Il Sung | Kim Il Sung | Kim Il Sung |              |              |              |              |              |              | Kim Song-ae | Kim Song-ae | Kim Song-ae | Kim Song-ae | Kim Song-ae | Kim Song-ae |  |  |  |  |  |  |  |  |  |  |  |  |  |  |
|  |  |  |  |             |             |             |             |             |             | Kim Jong-suk | Kim Jong-suk | Kim Jong-suk | Kim Jong-suk | Kim Jong-suk | Kim Jong-suk |             |             |             |             |             |             | Kim Il Sung | Kim Il Sung | Kim Il Sung | Kim Il Sung | Kim Il Sung | Kim Il Sung |              |              |              |              |              |              | Kim Song-ae | Kim Song-ae | Kim Song-ae | Kim Song-ae | Kim Song-ae | Kim Song-ae |  |  |  |  |  |  |  |  |  |  |  |  |  |  |
|  |  |  |  | Ko Yong-hui | Ko Yong-hui | Ko Yong-hui | Ko Yong-hui | Ko Yong-hui | Ko Yong-hui |              |              |              |              |              |              | Kim Jong-il | Kim Jong-il | Kim Jong-il | Kim Jong-il | Kim Jong-il | Kim Jong-il |             |             |             |             |             |             | Kim Pyong-il | Kim Pyong-il | Kim Pyong-il | Kim Pyong-il | Kim Pyong-il | Kim Pyong-il |             |             |             |             |             |             |  |  |  |  |  |  |  |  |  |  |  |  |  |  |
|  |  |  |  | Ko Yong-hui | Ko Yong-hui | Ko Yong-hui | Ko Yong-hui | Ko Yong-hui | Ko Yong-hui |              |              |              |              |              |              | Kim Jong-il | Kim Jong-il | Kim Jong-il | Kim Jong-il | Kim Jong-il | Kim Jong-il |             |             |             |             |             |             | Kim Pyong-il | Kim Pyong-il | Kim Pyong-il | Kim Pyong-il | Kim Pyong-il | Kim Pyong-il |             |             |             |             |             |             |  |  |  |  |  |  |  |  |  |  |  |  |  |  |
|  |  |  |  |             |             |             |             |             |             |              |              |              |              |              |              |             |             |             |             |             |             |             |             |             |             |             |             |              |              |              |              |              |              |             |             |             |             |             |             |  |  |  |  |  |  |  |  |  |  |  |  |  |  |
|  |  |  |  |             |             |             |             |             |             |              |              |              |              |              |              |             |             |             |             |             |             |             |             |             |             |             |             |              |              |              |              |              |              |             |             |             |             |             |             |  |  |  |  |  |  |  |  |  |  |  |  |  |  |
|  |  |  |  |             |             |             |             |             |             | Kim Jong-un  | Kim Jong-un  | Kim Jong-un  | Kim Jong-un  | Kim Jong-un  | Kim Jong-un  |             |             | Kim Yo-jong | Kim Yo-jong | Kim Yo-jong | Kim Yo-jong | Kim Yo-jong | Kim Yo-jong |             |             |             |             |              |              |              |              |              |              |             |             |             |             |             |             |  |  |  |  |  |  |  |  |  |  |  |  |  |  |

### Annotazioni
1. ↑  Per mantenere l'albero genealogico di dimensioni gestibili, sono stati omesse tre delle quattro concubine di Kim Il Sung e cinque dei suoi sette figli legittimi noti. Altri figli non mostrati nell'albero sono: Kim Man-il (*1944 †1947; figlio di Kim Jong-suk); Kim Kyong-jin (*1952; figlio di Kim Song-ae); Kim Yong-il (*1955 †2000; figlio di Kim Song-ae); Kim Kyong-suk (*1951; figlio di Kim Song-ae). È stata omessa anche una figlia nata morta. Si dice che Kim Il Sung abbia avuto altri figli con donne con cui non era sposato, tra cui Kim Hyŏn-nam (nata nel 1972). Inoltre, sono inclusi solo alcuni dei discendenti di Kim Jong Il e Kim Jung Un (successori di Kim Il Sung).

### Fonti
1. ↑  (EN) Jason LaBouyer, When friends become enemies: Understanding leftwing hostility to the DPRK (PDF), in Lodestor, giugno 2005,  pp. 7-9 (archiviato dall'url originale il 19 marzo 2009).
2. ↑  (EN) North Korea: the politics of regime survival, M.E. Sharpe, 2006,  p. 56, ISBN 978-0-7656-1638-8.
3. ↑  (EN) Robert A. Scalapino e Chong-Sik Lee, Communism in Korea: The society, University of California Press, 1º gennaio 1972,  p. 689, ISBN 978-0-520-02274-4. URL consultato il 28 aprile 2025.
4. ↑  (EN) Bong Youn Choy, A History of the Korean Reunification Movement: Its Issues and Prospects, Research Committee on Korean Reunification, Institute of International Studies, Bradley University, 1984,  p. 117, ISBN 978-0-930433-00-0. URL consultato il 28 aprile 2025.
5. ↑  (EN) Brady Wagoner, Fathali M. Moghaddam e Jaan Valsiner, The Psychology of Radical Social Change: From Rage to Revolution, Cambridge University Press, 3 aprile 2018,  p. 285, ISBN 978-1-108-38200-7. URL consultato il 28 aprile 2025.
6. 1 2 3  (EN) Justin Corfield, Historical Dictionary of Pyongyang, Anthem Press, 15 luglio 2013, ISBN 978-0-85728-234-7. URL consultato il 29 aprile 2025.
7. ↑  (EN) Bradley K. Martin, Under the Loving Care of the Fatherly Leader: North Korea and the Kim Dynasty, Macmillan, 1º aprile 2007, ISBN 978-1-4299-0699-9. URL consultato il 29 aprile 2025.
8. ↑  (EN) Kim Il Sung: Short Biography, Foreign Languages Publishing House, 1973. URL consultato il 29 aprile 2025.
9. ↑   Meet North Korea’s first family - World news - Asia-Pacific - North Korea - msnbc.com, su msnbc.msn.com, 4 febbraio 2012. URL consultato il 29 aprile 2025 (archiviato dall'url originale il 4 febbraio 2012).
10. ↑  (EN) Holly Yan, The world’s most mysterious family tree, su CNN, 15 febbraio 2017. URL consultato il 29 aprile 2025.